# Alessandro Pistone
Alessandro Pistone (* 27. Juli 1975 in Mailand) ist ein ehemaliger italienischer Fußballspieler.

## Karriere
Pistone startete seine professionelle Fußballerkarriere bei Solbiatese und Crevalcore in den unteren italienischen Ligen. 1995 wechselte er zu seinem ersten Profiverein Vicenza Calcio. Von 1996 bis 1997 spielte er bei Inter Mailand, wo er es auf 45 Einsätzen brachte. 1997 wechselte der Italiener für £4,3 Mio. zu Newcastle United. Dort spielte unter anderem ein FA-Cup-Finale gegen den FC Arsenal das verloren ging. 2000 wechselte der Außenverteidiger zum FC Everton. Anfänglich hatte Pistone noch Probleme bei Everton, wegen mehrerer Knieverletzungen. Pistone bestritt 149 Einsätze in der Premier League und erzielte dabei zwei Tore. International spielte er elf Mal für die italienische U-21-Auswahl und erzielte zwei Tore. Er nahm für Italien an den Olympischen Spielen 1996 teil. Italien schied in der Vorrunde aus und Pistone kam zweimal zum Einsatz.

## Stationen
- Solbiatese Arno Calcio (1993–1994) (20 Einsätze / ein Tor)
- Crevalcore (1994–1995) (29 Einsätze / vier Tore)
- Vicenza Calcio (1995–1996) (sechs Einsätze)
- Inter Mailand (1996–1997) (45 Einsätze / ein Tor)
- Newcastle United (1997–2000) (46 Einsätze / ein Tor)
- FC Everton (2000–2007)
- RAEC Mons (2007–2009)

## Erfolge
- U-21-Europameister: 1996